# Almas gemelas (álbum)
Almas gemelas es el decimotercer álbum de la cantante española Luz Casal, puesto a la venta en 2013, el primero con temas inéditos en seis años. La edición especial de 17 canciones contiene temas en italiano, francés y portugués.

## Temas
CD 1
1. "¿Por qué no vuelves, amor?" - 3:30
2. "Ella y yo" - 4:30
3. "Si pudiera" - 3:06
4. "Si vas al olvido" - 3:20
5. "No me cuentes tu vida" - 4:00
6. "Almas gemelas" - 3:01
7. "Maravillas" - 3:32
8. "Vuelvo a mi lugar" - 3:34
9. "Otro tiempo" - 4:45
10. "Paisajes" - 3:14

CD 2
1. "Mi sono innamorata di te" - 3:35
2. "Jardin d'hiver" - 3:43
3. "O amor em paz" - 3:54
4. "Ho capito che ti amo" - 3:33
5. "Wave" - 3:20
6. "Amazone a la vie" - 3:40
7. "Triste" - 3:32

## Sencillos
- "¿Por qué no vuelves, amor?"
- "Mi sono innamorata di te"
- "Almas gemelas"
- "Si vas al olvido"
- "No me cuentes tu vida"